# Francesco Soave
Francesco Soave (né en 1743 à Lugano et mort en 1806 à Pavie) est un philosophe et un universitaire italo-suisse de la fin du XVIIIe et du début du XIXe siècle.

## Biographie
Né à Lugano, Francesco Soave entre en 1759 chez les clercs réguliers somasques de Milan. En 1761, il part à Rome étudier la philosophie et la théologie au Collège Clementine, principal collège des Pères somasques.
En 1765, il publie une traduction des Bucoliques de Virgile, à laquelle il ajoute un texte de sa main sur la façon de traduire.
Il devient maître de poésie à l'académie des Pages et à l'université de Parme. Il part enseigner en 1772 la philosophie à Milan. Lors de l'occupation de cette ville par les troupes de Bonaparte en 1796, il se réfugie à Lugano, puis à Naples.
En 1775, il traduit en italien des textes du philosophe John Locke.
Soave s'interroge durant toute sa vie sur le langage et sur la communication entre les hommes. Il envisage le français comme une potentielle langue universelle pour l'humanité.
En 1802, il est nommé directeur du collège national de Modène, puis part en 1803 occuper la chaire d'idéologie à l'université de Pavie, où il meurt en 1806.
En 1782, il rédige ses Novelle Morali, traduites en français en 1790 sous le titre de Contes moraux. Ce texte, destiné à la jeunesse, propose par le divertissement un enseignement moral à l'enfant. Avec cette œuvre, Soave s’inscrit dans la lignée des contes moraux français alors en vogue à Paris. Cette mouvance refusait le féérique et prônait un plus grand réalisme, jugé plus à même de donner à l'enfant une leçon de vertu.
Il a œuvré pour promouvoir l'instruction populaire, et s'est attaché à répandre les théories de l'empirisme et du sensualisme.

## Œuvres
Francesco Soave est l'auteur, entre autres, de :
- Ricerche intorno all'istituzione naturale d'una società e d'una lingua (1772),
- Novelle morali (1782), traduits par Simon en français sous le titre de Contes moraux (1790), puis Nouvelles morales exemplaires et manuscrites, à l’usage de la jeunesse (1802),
- Istituzioni di logica, metafisica ed etica (1791),
- La filosofia di Kant esposta ed esaminata (1803),
- La mitologia ossia esposizione delle favole e descrizioni dei riti religiosi dei gentili..., con l'aggiunta d'un transunto delle Metamorfosi d'Ovidio
- Storia del popolo ebreo compendiata, ad uso delle scuole.
- Memoria sopra il progetto di Elementi di ideologia di Antoine Destutt de Tracy
- Esame dei principi metafisici della Zoonomia di Erasmus Darwin
- la traduction en italien des Nouvelles idylles de Salomon Gessner.